# Jazz Jackrabbit 2
Jazz Jackrabbit 2 — компьютерная игра в жанре платформер, производства Epic Games и Orange Games, являющейся продолжением сериала Jazz Jackrabbit о приключениях кролика Джазза. В этой части появляется возможность играть за его брата и сестру: Спэза Слэкрэббит (англ. Spaz) и Лори Джэкрэббит (англ. Lori Jackrabbit).

## Сюжет
После событий игры Jazz Jackrabbit, король и королева планеты Кэрротус удостоили Джазза титула рыцаря за спасение принцессы Евы Длинноух (англ. Eva Earlong), на которой он теперь собирался жениться. Однако, бракосочетание было прервано вторжением врага всех кроликов — черепахи Деван Шелла (англ. Devan Shell) и его приспешников, который выкрал обручальное кольцо принцессы и сбежал. После подобного унижения, Джазз был брошен в темницу замка по приказу королевы Длинноух (англ. Queen Earlong). К счастью, Джазз сумел выбраться из темницы и теперь преследует Деван Шелла, перемещаясь за ним во времени, дабы вернуть украденное кольцо.
По сравнению с первой частью, игра приобрела режим многопользовательской игры для состязаний по локальной сети или Интернет. В игре появилась возможность выбора более высокого разрешения экрана, отличного от 320x200 пикселей. Мощный редактор уровней поставляется на диске вместе с игрой и называется Jazz Creation Station.

## Команда разработчиков
- Главный программист: Арджан Брюсси;
- Программирование: Митчел Оувихэнд;
- Дизайнер и продюсер: Клифф Блежински;
- Художник, мультипликатор, дизайнер: Ник Стэдлер;
- Анимация в видеороликах: Дэн Додрилл, также известный как Noogy;
- Музыка: Александр Брэндон, известный как Siren и Sandman в сообществах демосцены и трекер музыки;
- Звуковые эффекты: Нэндо Эвег;
- Дополнительный дизайн уровней: Джон Маклиллан;
- Продюсер, дополнительное музыкальное сопровождение: Роберт Аллен;
- Разработчик звукового движка: Карло Фогельсэнг;
- Дополнительное музыкальное сопровождение: Шон Хилер.

## Специальные издания
- 10 декабря 1998: Jazz Jackrabbit 2: Holiday Hare '98;
- 1 июля 1999: Релиз в Европе Jazz Jackrabbit 2: The Secret Files;
- Рождество 1999: Jazz Jackrabbit 2: The Christmas Chronicles — Переиздание Jazz Jackrabbit 2: Holiday Hare '98 на обновлённом игровом движке Jazz Jackrabbit 2: The Secret Files;

## Критика
| Иноязычные издания    | Иноязычные издания |
| Издание               | Оценка             |
| --------------------- | ------------------ |
| Master Games          | 5 из 10            |
| Русскоязычные издания |                    |
| Издание               | Оценка             |
| Game.EXE              | 49 %               |
| «НИМ»                 | 8,3 из 10          |